# Avibrissosturmia lanei
Avibrissosturmia lanei là một loài ruồi trong họ Tachinidae.